# Mariano Pernía
Pour les articles homonymes, voir Pernia.
Mariano Andrés Pernía est un footballeur argentin naturalisé espagnol né le 4 mai 1977  à Buenos Aires (Argentine). Il évolue au poste de défenseur. Il compte onze sélections et un 1 but en équipe d'Espagne. Il est retenu pour participer à la Coupe du monde 2006 à la suite de la blessure d'Asier Del Horno.

## Biographie

### En club
Mariano Pernía naît à Bueno Aires en mai 1977. Il est le fils de l'ancien arrière droit Vicente Pernía. Commençant sa carrière à San Lorenzo de Almagro, le jeune défenseur se rend rapidement à l'Independiente. 
En janvier 2002, il rejoint l'Europe et le Recreativo de Huelva où il se révèle être un excellent arrière gauche. En 2004, Pernía s'engage avec Getafe. Il y passe deux saisons prolifiques, inscrivant notamment dix buts en championnat lors de la saison 2005-2006.
En 2006, le latéral gauche signe à l'Atlético Madrid. Malgré de bons débuts avec les Colchoneros, Pernía peine à s'imposer réellement dans le club. Néanmoins, il connait pour la première la compétition européenne en participant à la Coupe UEFA lors de la saison 2007-2008 puis la Ligue des champions la saison suivante, malgré des parcours difficiles. En 2010, Pernía quitte les madrilènes après avoir pris part à 105 matches pour un but.
L'Argentin finit difficilement sa carrière, rejoignant le Club Nacional en Uruguay. Il ne prend joue que sept rencontres et décide de quitter le club en décembre 2010, trois mois après son arrivée. Le défenseur s'engage avec Tigre, dans son pays natal, son dernier club. En 2012, Pernía met un terme à sa carrière de footballeur.

### En sélection
En 2006, Pernía obtient la nationalité espagnole et décide de représenter les couleurs de la Roja. Il marque son seul but en sélection contre la Croatie (victoire 2-1) en juin 2006. Ses bonnes prestations en club lui permettent de participe à la Coupe du monde 2006. L'Espagne échouera en huitième de finale face à la France de Zidane (1-3).

## Statistiques

### Statistiques détaillées
| Saison                | Club                  | Championnat           | Championnat | Championnat | Coupe(s) nationale(s) | Coupe(s) nationale(s) | Compétition(s) continentale(s) | Compétition(s) continentale(s) | Compétition(s) continentale(s) | Espagne | Espagne | Total | Total |
| Saison                | Club                  | Division              | M.          | B.          | M.                    | B.                    | Comp.                          | M.                             | B.                             | M.      | B.      | M.    | B.    |
| 2000-2001             | CA Independiente      | D1                    | 17          | 0           | -                     | -                     | -                              | -                              | -                              | -       | -       | 17    | 0     |
| 2001-2002             | CA Independiente      | D1                    | 27          | 2           | -                     | -                     | -                              | -                              | -                              | -       | -       | 27    | 2     |
| 2002                  | CA Independiente      | D1                    | 2           | 0           | -                     | -                     | -                              | -                              | -                              | -       | -       | 2     | 0     |
| Sous-total            | Sous-total            | Sous-total            | 46          | 0           | -                     | -                     | -                              | -                              | -                              | -       | -       | 46    | 0     |
| 2002-2003             | Recreativo            | Liga                  | 19          | 2           | -                     | -                     | -                              | -                              | -                              | -       | -       | 19    | 2     |
| 2003-2004             | Recreativo            | D2                    | 40          | 1           | 1                     | 0                     | -                              | -                              | -                              | -       | -       | 41    | 1     |
| Sous-total            | Sous-total            | Sous-total            | 59          | 3           | 1                     | 0                     | -                              | -                              | -                              | -       | -       | 60    | 3     |
| 2004-2005             | Getafe CF             | Liga                  | 36          | 3           | -                     | -                     | -                              | -                              | -                              | -       | -       | 36    | 3     |
| 2005-2006             | Getafe CF             | Liga                  | 36          | 10          | 1                     | 1                     | -                              | -                              | -                              | 4       | 1       | 41    | 12    |
| Sous-total            | Sous-total            | Sous-total            | 72          | 13          | 1                     | 1                     | -                              | -                              | -                              | 4       | 1       | 77    | 15    |
| 2006-2007             | Atlético Madrid       | Liga                  | 21          | 0           | 3                     | 0                     | -                              | -                              | -                              | 2       | 0       | 26    | 0     |
| 2007-2008             | Atlético Madrid       | Liga                  | 29          | 1           | 5                     | 0                     | C3+C4                          | 7+1                            | 0+0                            | 5       | 0       | 47    | 1     |
| 2008-2009             | Atlético Madrid       | Liga                  | 28          | 0           | 4                     | 0                     | C1                             | 5                              | 0                              | -       | -       | 37    | 0     |
| 2009-2010             | Atlético Madrid       | Liga                  | 1           | 0           | 1                     | 0                     | -                              | -                              | -                              | -       | -       | 2     | 0     |
| Sous-total            | Sous-total            | Sous-total            | 79          | 1           | 13                    | 0                     | -                              | 13                             | 0                              | 7       | 0       | 112   | 1     |
| 2010-2011             | Nacional              | D1                    | 7           | 0           | -                     | -                     | -                              | -                              | -                              | -       | -       | 7     | 0     |
| Sous-total            | Sous-total            | Sous-total            | 7           | 0           | -                     | -                     | -                              | -                              | -                              | -       | -       | 7     | 0     |
| 2011                  | CA Tigre              | D1                    | 9           | 1           | -                     | -                     | -                              | -                              | -                              | -       | -       | 9     | 1     |
| Sous-total            | Sous-total            | Sous-total            | 9           | 1           | -                     | -                     | -                              | -                              | -                              | -       | -       | 9     | 1     |
| Total sur la carrière | Total sur la carrière | Total sur la carrière | 273         | 20          | 20                    | 1                     | -                              | 13                             | 0                              | 11      | 1       | 317   | 22    |

### Buts internationaux
| Buts internationaux de Mariano Pernía | Buts internationaux de Mariano Pernía | Buts internationaux de Mariano Pernía | Buts internationaux de Mariano Pernía | Buts internationaux de Mariano Pernía | Buts internationaux de Mariano Pernía | Buts internationaux de Mariano Pernía |
| 0                                     | Date                                  | Lieu                                  | Adversaire                            | Score                                 | Résultats                             | Compétitions                          |
| ------------------------------------- | ------------------------------------- | ------------------------------------- | ------------------------------------- | ------------------------------------- | ------------------------------------- | ------------------------------------- |
| 1                                     | 7 juin 2006                           | Stade de Genève, Genève, Suisse       | Croatie                               | 1-1                                   | 2-1                                   | Match amical                          |

## Palmarès
- Finaliste de la Coupe d'Espagne en 2003 avec le Recreativo Huelva
- Champion d'Argentine en 2002 avec le CA Independiente (Tournoi d'ouverture)